# Église Saint-Pierre-aux-Liens du Vieux-Bourg
Pour les articles homonymes, voir Église Saint-Pierre-aux-liens et Église Saint-Saturnin.
L'ancienne église Saint-Pierre-aux-Liens du Vieux-Bourg (aujourd'hui désignée à tort « église Saint-Saturnin du Vieux-Bourg ») est une église catholique désacralisée, située à Nozay, en France. Elle est propriété de l'Association de sauvegarde du patrimoine historique et artistique de Nozay (ASPHAN), créée en 1979 pour la sauvegarde et la restauration de l'édifice. Cette ancienne église paroissiale et l'ancienne cure attenante du XVIe siècle forment un ensemble paroissial médiéval unique en Loire-Atlantique.

## Localisation
L'église est située dans le département français de la Loire-Atlantique, dans la commune de Nozay, au lieu-dit le Vieux-Bourg, à 300 m du centre-ville.

## Toponymie
Enregistrée sous le nom de « Saint-Saturnin du Vieux-Bourg » lors de son classement au titre des monuments historiques en 1989, cet édifice porta en réalité le nom de « Saint-Pierre-aux-Liens », depuis sa fondation jusqu'à sa désacralisation en 1870. L'erreur est imputable à une confusion d'historiens amateurs dans les années 1980, entre le prieuré Saint-Saturnin, fondé par les moines bénédictins de Saint-Florent-de-Saumur à la fin du XIIe siècle, et cette église paroissiale fondée par les seigneurs de Nozay et portant le nom du saint protecteur de la paroisse : Saint Pierre-aux-Liens. L'erreur n'a été découverte et corrigée que dans les années 2000, mais pas dans l'acte de classement de l'édifice.

## Historique

### Histoire
À la suite de l'évangélisation du pays nantais au début du Moyen Âge, une communauté chrétienne se fixe au bourg de Nozay, autour d'un édifice cultuel associé à une fontaine, laquelle porte le même nom que le saint protecteur de la paroisse : Saint-Pierre-aux-Liens. Les paroisses placées sous l'invocation de saint Pierre seraient parmi les plus anciennes du pays de Châteaubriant. Sur ce site, une modeste chapelle sera édifiée à l'époque romane, au milieu des vestiges d'un cimetière mérovingien. Témoins, une partie des murs nord de la nef proches de la croisée, construits en maçonnerie dite « en épi », caractéristique de cette époque.

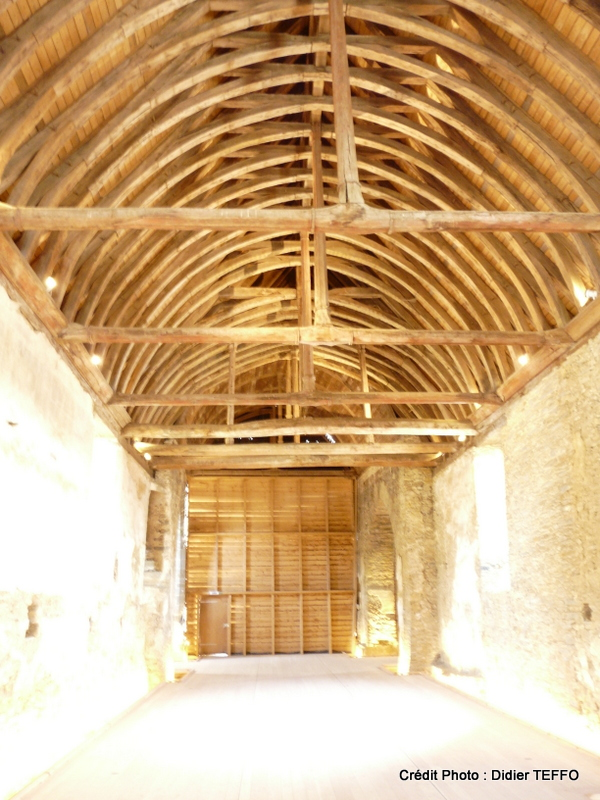
Charpente de l'ancienne église

La modeste chapelle du bourg va ensuite être agrandie, en plusieurs phases du XIIIe siècle au XVe siècle, pour devenir l'église paroissiale Saint-Pierre-aux-Liens, citée dans les sources en 1459 et en 1492. La majeure partie des maçonneries est donc de style gothique.
À la croisée des transepts, se trouvent dans la charpente les vestiges d'un clocher du XIIIe siècle, rapprochant cette église du type dit gothique normand. Le reste de la charpente est de style gothique, et peut-être antérieur au XVe siècle. Le joyau de l'église reste cependant le bras nord du transept, de style gothique flamboyant, avec ses peintures murales d'époque illustrant le martyre de saint Étienne et celui de saint Blaise. Au XVIIe siècle, une sacristie est rajoutée sur le mur sud, et les petites fenêtres de la nef sont modifiées.
Au XIXe siècle, après de multiples projets d'agrandissement, l'on se décide pour une simple restructuration du chœur. Il prend en 1828 la forme d'un vaste chevet, qui est flanqué de part et d'autre de deux sacristies, pour remplacer l'ancienne. Vain, l'église paroissiale Saint-Pierre-aux-Liens, décidément trop petite pour accueillir les 4 000 paroissiens, accueille sa dernière messe en 1870. Une nouvelle église a en effet été construite en 1869 sur un autre site, plus près de la ville de Nozay. Lors de sa désacralisation, l'ancienne église transmet son nom de Saint-Pierre-aux-Liens à la nouvelle église.
Le bâtiment de l'ancienne église médiévale du Vieux-Bourg de Nozay, après avoir échappé à la démolition, est divisé et vendu en plusieurs lots à partir de 1873. Les différents propriétaires le convertissent en grange, garage, entrepôt, écurie, le détériorant grandement au fil des décennies. Chacun y aménage des greniers, des cloisons de 10 mètres de haut, des fenêtres, des portails. Ceux-ci entraînent la suppression du petit cimetière médiéval côté sud et l'excavation de l'intérieur de l'église pour rattraper le niveau de la route en contrebas.

### Sauvegarde
Cent ans plus tard, en 1978, des passionnés d'histoire et de patrimoine local constituent l'Association de sauvegarde du patrimoine historique et artistique de Nozay (ASPHAN), avec pour but principal la sauvegarde et la restauration de l'édifice. L'église est alors divisée en six propriétés distinctes pour treize propriétaires.
Grâce à une souscription au printemps 1979 entre les membres fondateurs de l'association, les premières parties de l'édifice, transepts, chœur et sacristie sud, sont achetées en décembre 1980. Très fortement excavés, le transept sud et la croisée des transepts sont à l'abandon après avoir servi d'entrepôts. Leur couverture totalement pourrie laisse passer lumière et pluie. Des travaux importants de maçonnerie ont été effectués sur le mur est, au moment de la mise en place de poutres supportant les greniers. Le transept nord, par contre, a une charpente en bon état ; les peintures sont ignorées à cette date. Le chœur, séparé des transepts par un mur en pierre, est à l'abandon total : toiture crevée, ronces, herbes. Les vestiges de son ancien état d'étable subsistent : fosse d'épuration, canal d'écoulement du lisier, stalles pour animaux. La sacristie sud est totalement découverte, mangée par le lierre, et offre les vestiges de sa dernière utilisation : un atelier de forgeron. Les acquisitions de cette période (croisée, chœur, transept sud) représentent une surface de 180 m2.

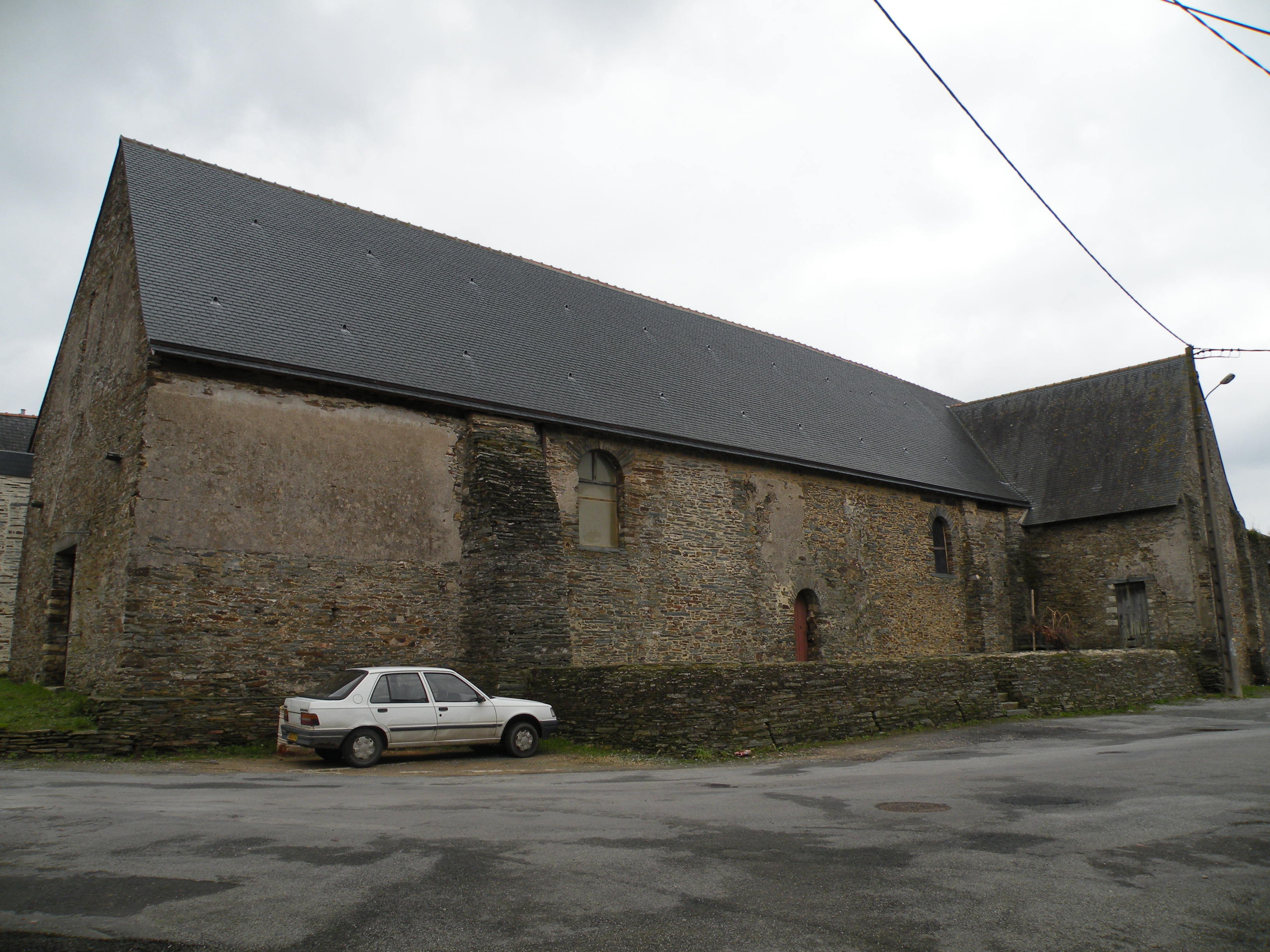
Nef de l'ancienne église (état actuel)

Le reste de l'église n'est racheté que cinq ans plus tard. La nef occidentale est acquise en deux lots en mai et octobre 1985. Devenue un atelier et un dépôt de couvreurs, elle est en très mauvais état. La partie centrale de la nef est acquise en mai 1986 dans un état satisfaisant. Appartenant à la commune de Nozay, elle servait de garage pour le fourgon mortuaire municipal et de remise pour le fossoyeur. Enfin, en octobre 1987, est achetée en bon état la nef orientale, devenue un dépôt d'engrais.
L'église est classée aux monuments historiques de la Loire-Atlantique en 1989.
En 1995, est acquise par la municipalité, et démolie dans la foulée, une maison le long du mur nord-ouest de la nef, qui permet de dégager complètement l'édifice. Tout auprès, les fonts baptismaux médiévaux sont découverts dans le sol.

### Travaux de restauration
Les premiers travaux ne démarrent qu'à partir de 1983. L'église n'étant alors ni inscrite à l'inventaire supplémentaire des monuments historiques, ni classée, les seules aides sont les subventions et le mécénat. L'ASPHAN fixe ses propres objectifs, mais est conseillée par les Bâtiments de France.
La charpente du transept sud est déposée en 1983, et un plancher est construit à six mètres du sol où reposera un étai soutenant le pignon sud. À partir de 1984, les travaux se poursuivent : dépose de la charpente restante du chœur et de la croisée des transepts, consolidation et étanchéité des murs. Le rebouchage du portail du transept sud est effectué en 1989. La nouvelle charpente et la couverture des transepts sont posées à partir de 1996.
Les différentes parties de la nef acquises, trois chantiers d'été de jeunes bénévoles sont programmés pour effectuer les premières restaurations. Ainsi, pendant l'été 1987, les trois ouvertures récentes de la partie ouest de la nef – un portail, une porte et une fenêtre – sont supprimées. En juillet 1988, onze jeunes de l'association Étude et Chantier démolissent les cloisons et planchers de la nef ; les gravats sont réutilisés pour le remblai des sols (80 m3). Le niveau de sol intérieur d'origine de la nef est restauré, puis celui à l'extérieur grâce à un remblai retenu par l'édification d'un muret de pierres. Ceci restitue l'ancien petit cimetière extérieur jouxtant le mur sud de la nef. En août, quinze nouveaux jeunes poursuivent les travaux, notamment en bouchant le portail de la nef orientale, en déplaçant une fenêtre et en restaurant un contrefort. La restauration charpente-couverture de la nef se termine en 2003. En 2013, un plancher en bois est posé dans l'édifice ; l'électrification et la pose de toutes les ouvertures permettent l'organisation d'activités culturelles.

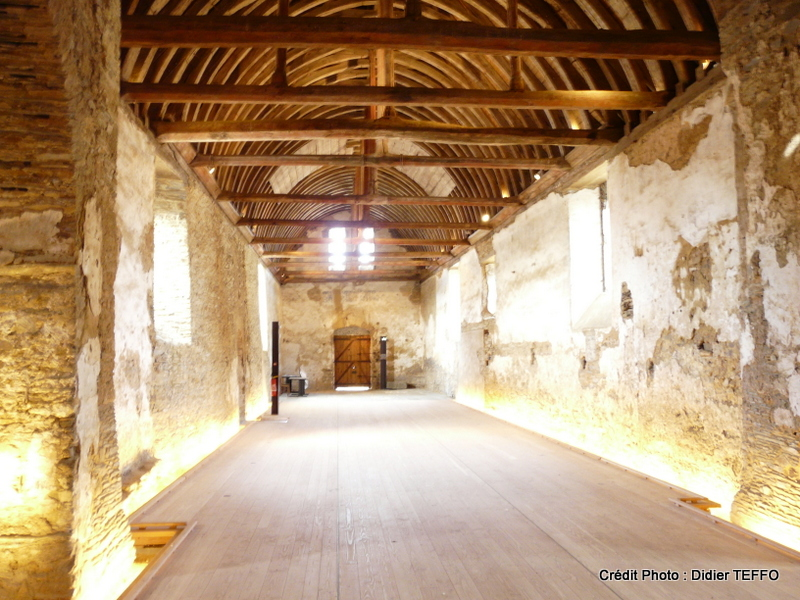
État actuel de l'intérieur du bâtiment

Les prochaines tranches de restauration pourraient concerner la couverture du chœur et de la sacristie sud, actuellement séparés du reste du bâtiment par une cloison en bois.

## Architecture
Église à plan en croix latine orientée est-ouest, avec abside en hémicycle, elle mesure 45 mètres de long, dont 25 mètres pour la nef, avec un axe légèrement déporté à la suite des remaniements successifs. Sa largeur est de 8 mètres, la hauteur des murs de 5 mètres, avec 11 mètres jusqu'au faîtage. La surface au sol est de 380 m2. Elle est couverte par une toiture à forte pente, en ardoises à pose brouillée, et à pureau décroissant.

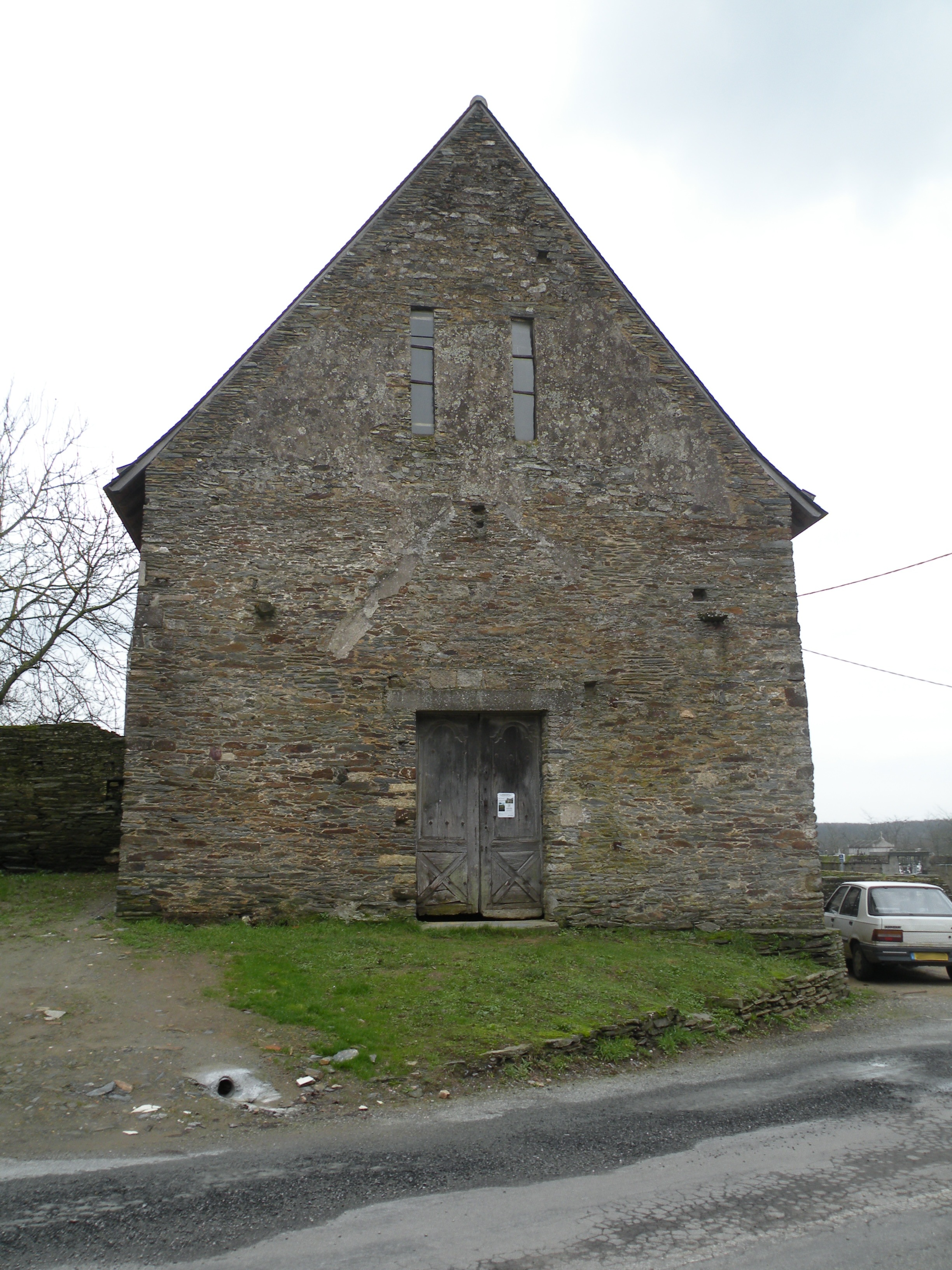
Porte d'entrée du bâtiment

La grande porte ouest en plein cintre était jusque dans les années 1920 protégée par un porche d'ardoises reposant sur deux piliers de bois, comme le prouve un plan de 1830. On en remarque encore des traces de solin au-dessus de la porte. Sous ce chapiteau se trouvait fixé le crucifix.
Le sol était entièrement recouvert de grands palis, dont une partie était des pierres tombales. Les décaissements au XIXe siècle dans le bâtiment ont quasiment tout fait disparaître (vestiges archéologiques compris) ; seul le sol de la partie occidentale de la nef a peut-être été épargné.
La nef unique et les transepts portent une charpente en chêne dite en nef de vaisseau renversé, (car généralement construite par les charpentiers de marine pendant la saison hivernale). Elle est de facture gothique, et peut-être antérieure au XVe siècle. Elle était recouverte par un lambris aux larges planches enduites d'ocre, dont une porte la date de 1770.
Une partie plus ancienne de la charpente, du XIIIe siècle, est située au-devant des transepts, avec trois tirants plus importants, et des murs renforcés extérieurement par des contreforts. Cette partie de la nef accueillait le clocher, démoli en 1885. Les traces de passage des cordes, et des découpes à la hache pour faire passer les cloches sont encore visibles sur les fermes.
L'escalier se trouvant dans l'épaisseur du mur à l'angle de la nef et du transept nord aurait pu mener à une tribune seigneuriale.
Des inscriptions médiévales datées de la deuxième moitié du XVe siècle ont été trouvées en septembre 2000 sur les enduits des murs de la nef. Elles complètent le décor constitué par les croix de consécration peintes, et surtout une litre armoriée qui court en partie haute de la nef. Elle est un hommage rendu à Henri II de Bourbon, prince de Condé, au lendemain de sa mort en 1646. Les blasons appartiennent en effet à la famille de Bourbon-Condé, qui a pris possession de la seigneurie de Nozay, en vertu de la donation que lui a faite Louis XIII en 1632.
Les cinq fenêtres en plein cintre de la nef ont été refaites au XVIIe siècle, expression d'un faux style roman. Elles ont remplacé les fenêtres d'origine du XVe siècle, fenêtres rectangulaires surmontées d'un linteau de bois. Une de ces ouvertures d'origine a été retrouvée sur le mur nord et débouchée en 2000.
Le transept nord, entièrement refait au XVe siècle en gros appareil de pierre de taille de schiste, est de style gothique flamboyant. Il communique à l'extérieur par une petite porte au cintre brisé, couronné par une corniche ornée d'un décor à feuilles de chou et d'un masque humain. Il est éclairé par une haute fenêtre moulurée, à réseau et à meneau. On y trouve une petite niche d'époque. Ce transept, côté évangile, a été dédié à saint Michel du XVe siècle au XVIIIe siècle, puis « à la Très Sainte Vierge », aussi appelée  Notre-Dame-du-Populo. Trois peintures du XVIe siècle, restaurées en 1986, ornent ses murs. Une première scène montre la lapidation de Saint Étienne, où deux hommes en chapeau et pourpoint d'époque Renaissance s'emploient à le lapider en tirant des pierres d'un panier posé à leurs pieds. La deuxième scène, située au-dessus de la première, montre le même saint tenant un livre ouvert. La troisième est le martyre de saint Blaise, où un homme lui laboure les chairs avec un peigne de fer servant à carder le chanvre.

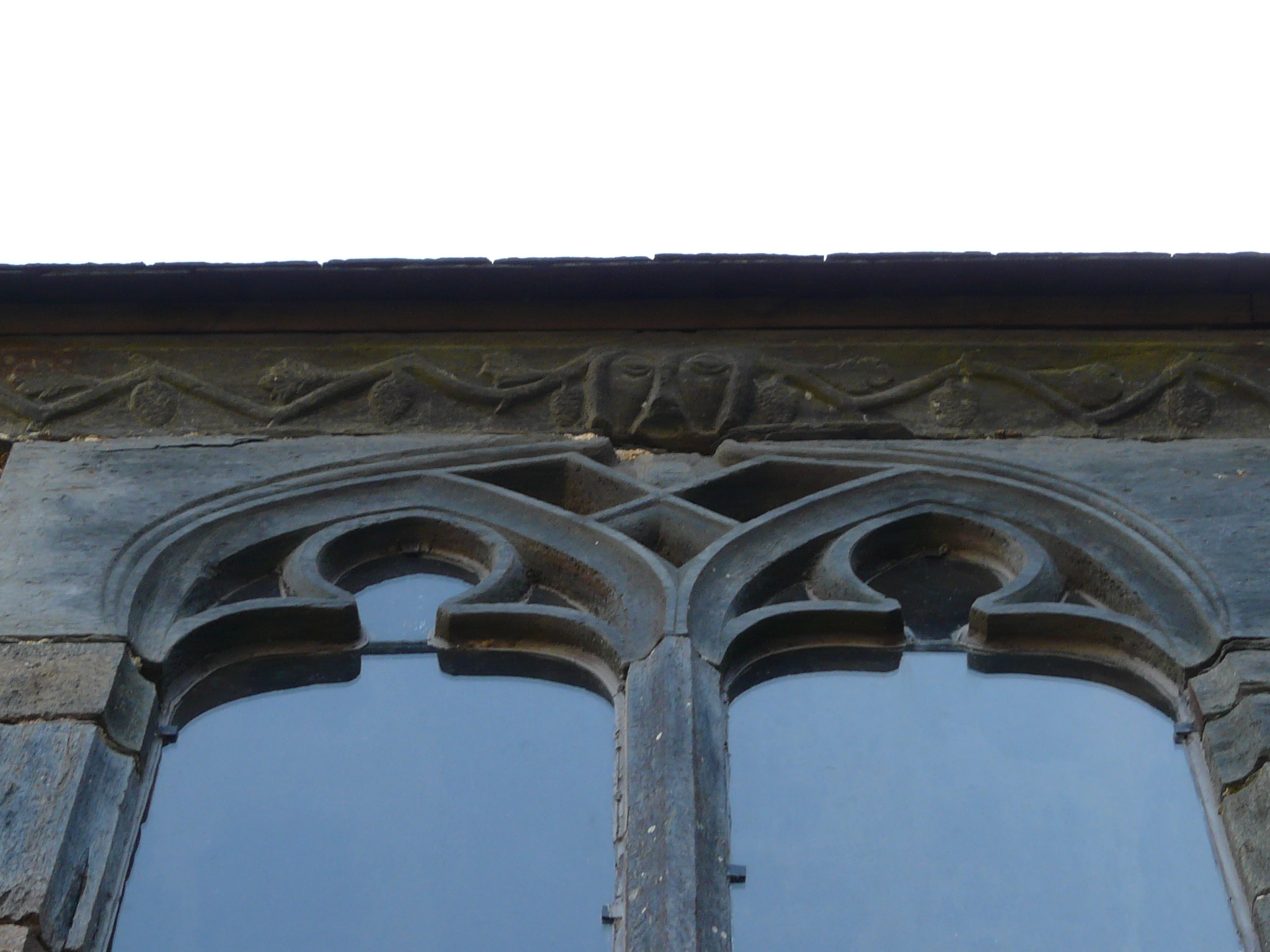
Baie du transept nord
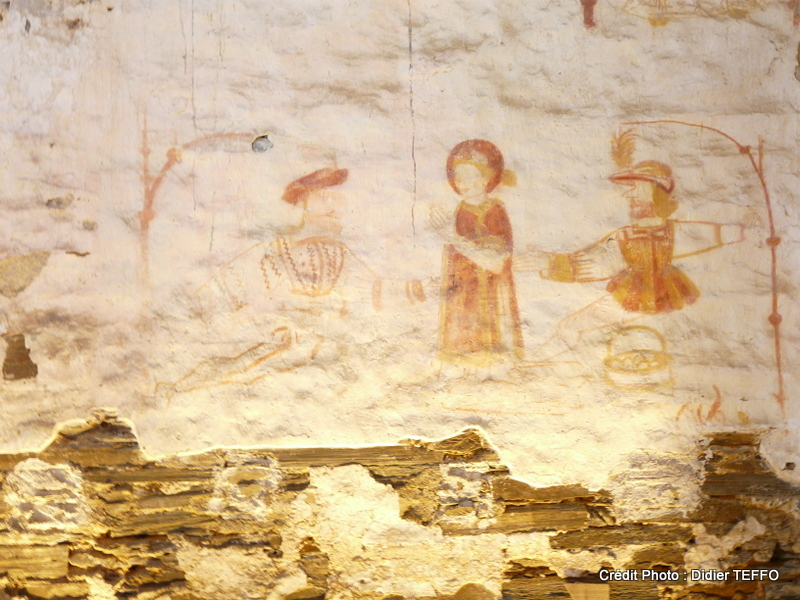
Lapidation de saint Étienne
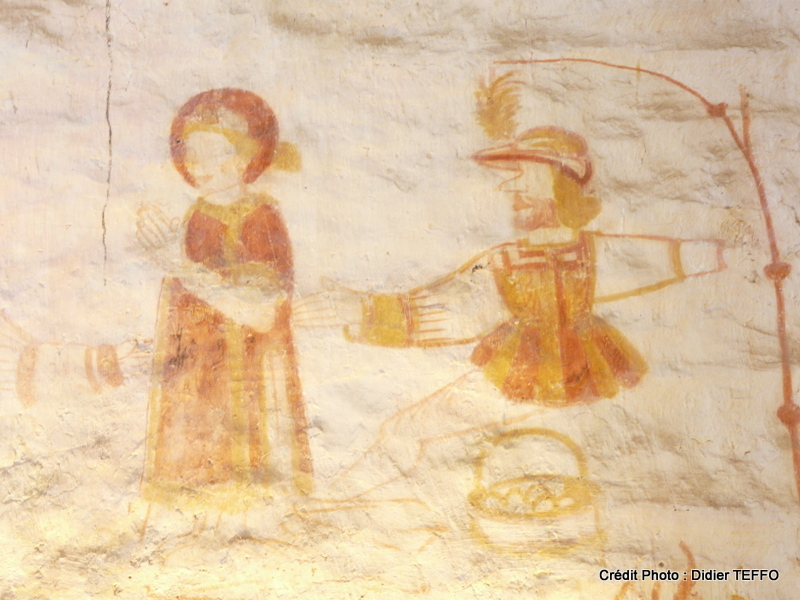
Lapidation de saint Étienne (détail)
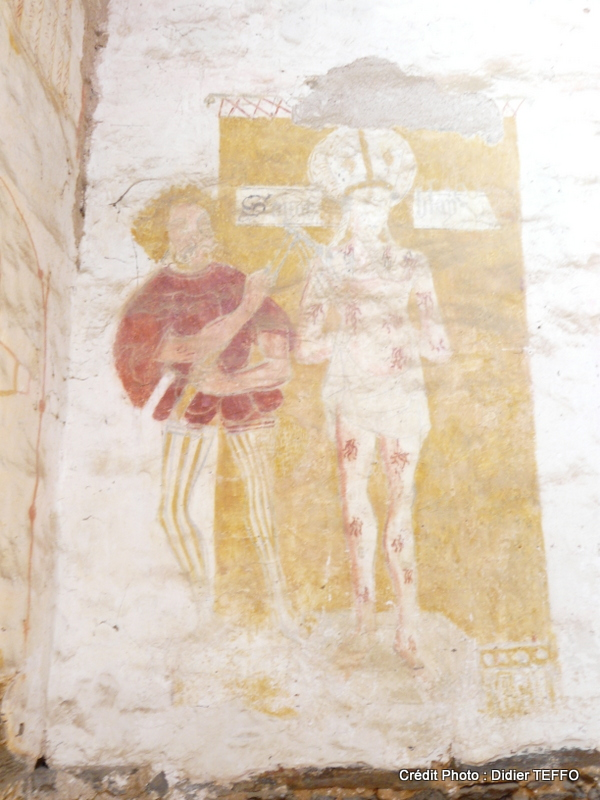
Martyre de saint Blaise
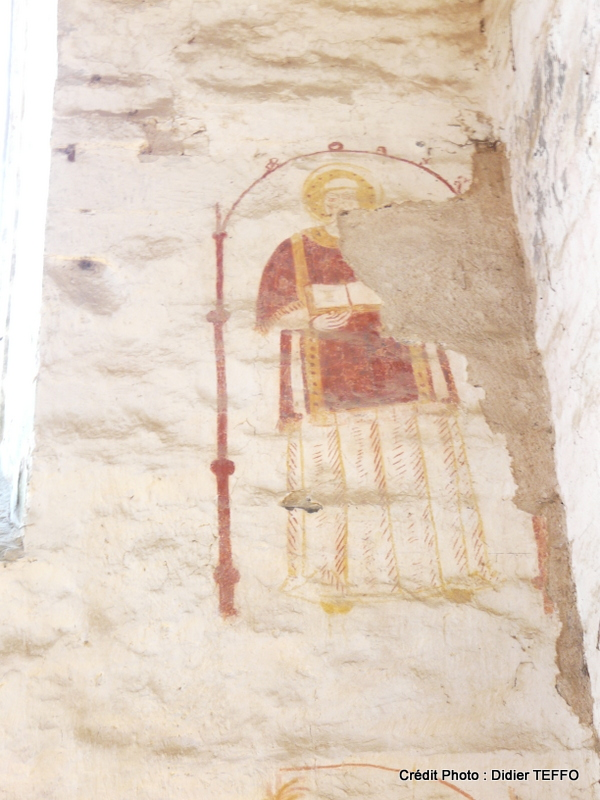
Saint Étienne

Le transept sud s'ouvre par un arc légèrement brisée de style gothique. Il est éclairé par une petite fenêtre faîtière à l'encadrement de grès roussin, d'époque XIIe siècle-XIIIe siècle. Une grande fenêtre en tuffeau se trouvait au-dessous, mais elle a disparu par l'ouverture d'un portail au XIXe siècle. Une niche dont la position et la forme sont des énigmes se trouve dans ce transept. Côté épître du chœur, ce transept était dédié à sainte Anne, personnage biblique très vénéré en Bretagne. Une inscription « O Dieu Amour » a totalement disparu avant d'avoir pu être sauvegardée, par le fait de l'humidité.
Le chœur actuel de 1828 a pour intérêt de posséder 4 pots acoustiques (seule l'abbaye Notre-Dame de Melleray en possède dans la région). Le chœur d'origine était très peu profond et droit, comme il apparaît sur le cadastre napoléonien. Il était orné au début d'un vitrage faisant 5,50 mètres de hauteur sur 2,40 mètres de large. Il avait été réduit à 2 mètres sur 1,30 mètre, sans doute après l'achat du grand retable du maître-autel en 1757.